# 멕시코-스페인 관계
멕시코와 스페인 간의 공식 외교 관계는 멕시코가 스페인 제국의 식민 통치로부터 독립한 멕시코 독립 전쟁이 끝난 지 약 15년 후인 1836년에 수립되었다. 1521년 아즈텍 제국의 정복 이후, 멕시코시티는 누에바에스파냐로 알려진 스페인 제국의 거대한 식민지 영토의 권력 중심지가 되었으며, 이 지역에서 보내진 왕실 은화는 스페인 제국 재정의 핵심 요소로 발전하였다.
양국 관계는 처음에는 긴장된 상태로 유지되었다. 포르피리아토 기간 동안 관계는 개선되었으나, 멕시코 혁명의 발발과 함께 다시 악화되었다. 1936년부터 1939년까지 벌어진 스페인 내전 동안 멕시코는 스페인 제2공화국의 핵심 국제 지지국이었으며, 전쟁 이후 관계를 단절하고 프랑코 독재 정권을 피해 도망친 수많은 스페인 공화파 피난민들과 망명 정부에 피난처를 제공하였다. 외교 관계는 1977년에 재수립되었으며, 이후로 중단 없이 지속되고 있다.
양국은 경제협력개발기구(OECD), 이베로아메리카 국가 기구, 유엔의 회원국이며, 문화적 유대와 공통된 언어를 공유하고 있다.

## 역사

### 멕시코 정복

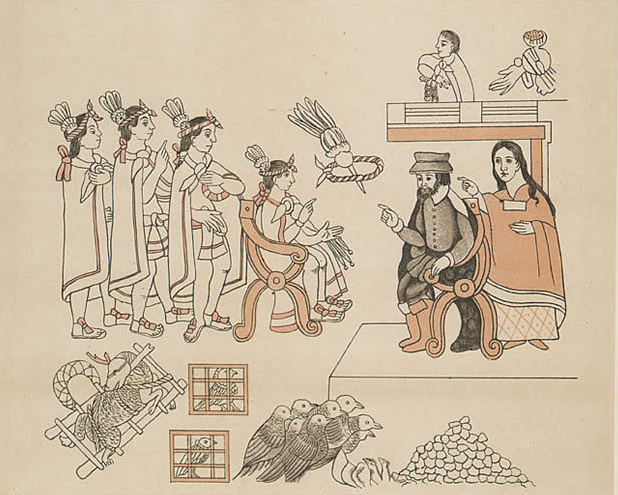
스페인 정복자 에르난 코르테스와 그의 원주민 정부 라 말린체가 1519년 아즈텍 황제 목테수마 2세를 만나는 장면

스페인 정복자 에르난 코르테스는 1518년 현재의 멕시코 지역으로 원정을 떠나 도착 즉시 베라크루스 시를 세웠다. 아즈텍 제국의 수도 테노치티틀란은 1521년 스페인군과 틀락스칼라 동맹군에 의해 정복되었다. 이 도시는 현재의 멕시코시티로 재건되었고, 1535년에는 누에바에스파냐 부왕령의 권력 중심지로서 새 수도로 설립되었다. 부왕령에는 인종에 기반한 계층화된 사회 구조가 존재했으며, 가장 많은 권리를 가진 사람들은 크리올 계층 (아메리카 태생의 스페인 혈통)이었다. 이는 스페인 제국 전역의 아메리카 식민지에 인디아스법이 시행되기 전까지 지속되었다. 마찬가지로, 아즈텍 귀족 계급의 권리도 인정되었으며, 이들은 부왕령 시기 동안 스페인인들과 함께 거주하고 공동으로 통치하였다.

### 독립
18세기 후반과 19세기 초는 서유럽 국가들과 그들의 식민지에서 혁명적 감정이 고조된 시기였다. 이러한 감정은 1808년 프랑스 황제 나폴레옹이 스페인을 점령한 이후 멕시코에서도 커져갔고, 1810년 멕시코 가톨릭 사제 미겔 이달고 이 코스티야가 스페인 통치를 반대하며 한 돌로레스의 외침 연설은 멕시코 독립 전쟁의 시작으로 널리 인식되고 있다. 1811년 이달고는 스페인 민병대에 의해 처형되었지만, 그의 독립운동은 계속되었고, 1821년 코르도바 조약 체결 이후 독립된 입헌 멕시코 제국이 수립되었다. 이 제국은 곧 폐지되었고, 1823년에 최초의 멕시코 공화국이 탄생하였다.

### 독립 이후

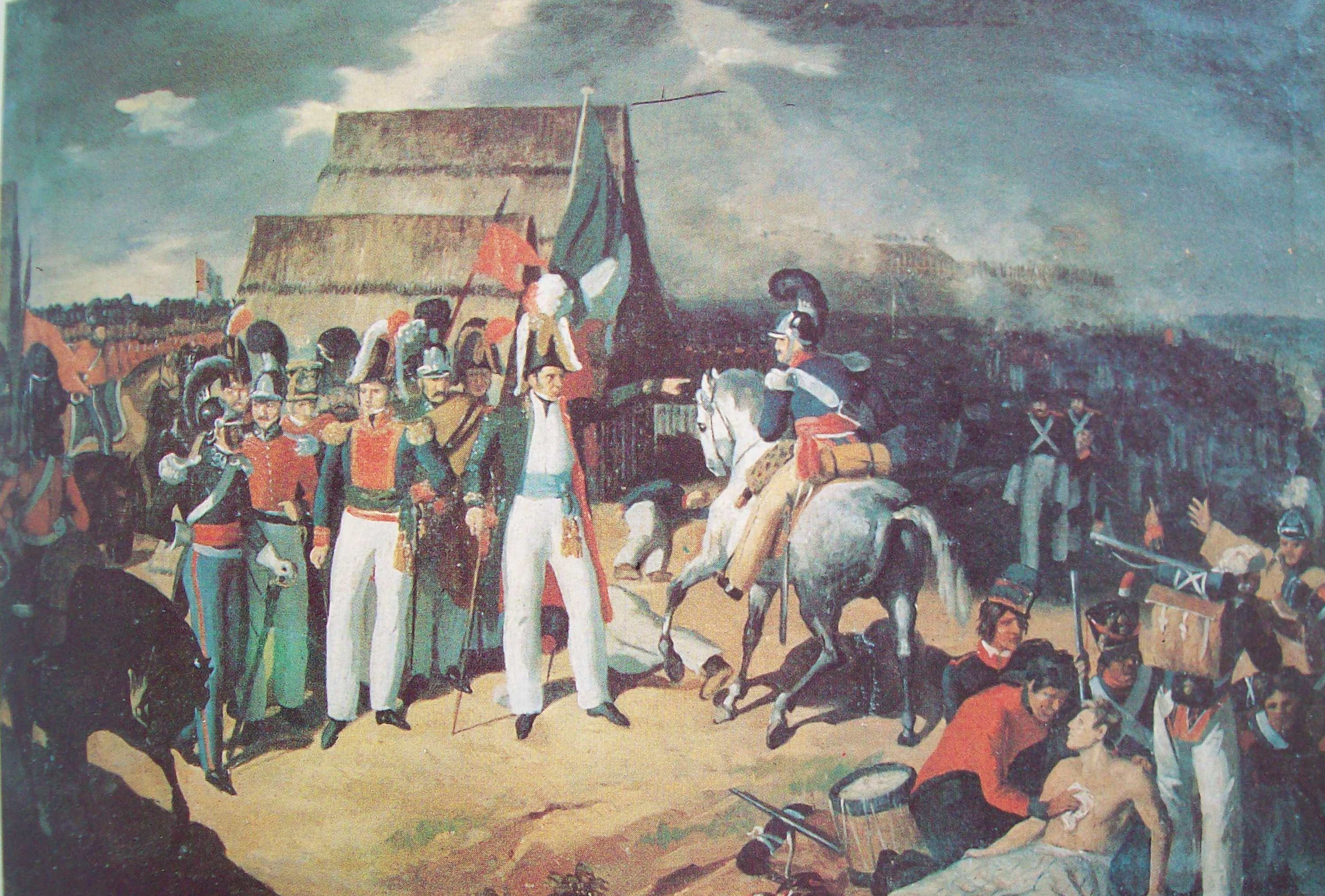
스페인은 1829년 탐피코 전투에서 멕시코 재정복에 실패하였다.

스페인은 1836년 12월 26일에 멕시코와 외교 관계를 수립하였다(이는 멕시코가 독립을 선언한 지 15년 후의 일이다). 초기에는 멕시코가 스페인의 옛 식민지였다는 점과, 이후 몇 년간 이시드로 바라다스 장군 휘하의 스페인이 멕시코를 재정복하려 했던 시도가 실패로 끝난 것 등으로 인해 양국 간 외교 관계는 긴장 상태에 있었다.
후안 프림 장군은 1862년 멕시코에 파병된 스페인 원정군을 지휘했으며, 당시 프랑스, 스페인, 영국은 베니토 후아레스 자유주의 정부에 대해 대출금 상환을 강제로 요구하고 있었다. 프림 장군은 멕시코 자유주의 진영에 동조하는 인물이었기 때문에, 프랑스 황제 나폴레옹 3세의 야심찬 계획에 동의하지 않았고, 마누엘 도블라도와의 회담 이후 스페인군을 철수시켰다.
스페인 내전 (1936년~1939년) 동안 멕시코는 공화파 측에 무기를 지원하고 정치적 난민들에게 피난처를 제공하였다. 전쟁 기간 동안 멕시코 자원병들이 프란시스코 프랑코에 맞서 싸우기 위해 공화파에 합류하기도 했다. 1939년 프랑코가 스페인에서 권력을 장악하자, 멕시코는 스페인과의 외교 관계를 단절하였다. 전쟁 이후 수천 명의 스페인 난민들이 멕시코에 망명을 요청했고, 프랑스 마르세유 주재 전 멕시코 영사인 힐베르토 보스케스 살디바르는 스페인 난민들과 다른 망명 희망자들에게 수천 건의 비자를 발급하여 멕시코로의 피신을 도왔다. 비록 공화파는 전쟁에서 패했지만, 이러한 지원은 프랑코 사망 이후 양국 관계 개선에 기여하였다. 멕시코와 스페인은 1977년 3월 28일에 외교 관계를 재수립하였다.
외교 관계가 재수립된 이후, 양국은 긴밀하고 우호적인 외교 관계를 유지해왔다. 여러 차례에 걸쳐 양국은 외교적으로 서로를 지지해왔으며, 스페인 왕실을 포함한 양국 정부 간의 고위급 방문과 회담도 다수 이루어졌다. 1977년 외교 관계 재개 직후, 스페인의 아돌포 수아레스 총리는 멕시코를 공식 방문했으며, 이는 스페인 정부 수반으로서는 최초의 멕시코 방문이었다. 같은 해인 1977년 10월, 멕시코 대통령 호세 로페스 포르티요도 스페인을 공식 방문하였다.

## 문화 협력
양국은 자국 수도에 문화원을 설립하여 문화, 비즈니스, 기업가 정신, 관광, 미식, 지역사회 발전 등 다양한 분야에서 상호 이해를 증진시키고, 멕시코와 스페인의 발전을 도모하고 있다.
멕시코는 전통적으로 스페인과 가장 활발한 학술 교류를 이어온 유럽 국가이다. 양국은 공통의 정체성과 유산을 상징하는 스페인어의 활성화를 적극적으로 추진하고 있다. 2015년에는 스페인 국왕이 참석한 가운데 멕시코 국립 자치 대학교(UNAM), 세르반테스 문화원, 살라망카 대학교 간에 스페인어 능력과 수준을 전자적으로 인증하는 국가 스페인어 평가 서비스(SIELE) 도입에 관한 협약이 체결되었다.
마리아치와 플라멩코는 각각 멕시코와 스페인의 문화를 대표하는 라틴 음악 장르로, 무형문화유산으로 인정받고 있다. 또한, 양국은 음악과 무용 예술가들의 교류를 통해 이 두 장르가 서로의 사회에서 인기를 얻고 있다.